# Lyda Roberti
Lyda Roberti (Warschau, 20 mei 1906 – Glendale, 12 maart 1938) was een actrice, zangeres, radioster en comédienne.

## Levensloop
Roberti was een dochter van een vader van Duitse afkomst en een Poolse moeder. Haar vader was clown van beroep. Als kind trad ze op in het circus als trapezeartiest en als vaudevillezangeres. De familie trok met het circus Europa en Azië door. Naar aanleiding van de opkomst van de Russische Revolutie verliet de moeder van Roberti haar man en vertrok ze met haar kinderen naar Shanghai. Daar vond Roberti werk als zangeres. Aan het eind van de jaren 20 vertrokken ze opnieuw, ditmaal naar de Verenigde Staten, waar Roberti begon te zingen in nachtclubs.
In 1931 maakte Roberti haar debuut op Broadway in You Said It, wat haar tot een ster maakte. In 1933 speelde zij in de musical Pardon My English, geschreven door George Gershwin. In datzelfde jaar verhuisde zij naar Hollywood en werd ze filmactrice. Haar zus, Manya Roberti, werd eveneens actrice.
Zij speelde de hoofdrol in Million Dollar Legs onder regie van Edward F. Cline. Korte tijd vormde zij met actrice Patsy Kelly het komedie-duo Kelly and Roberti. Ook nam zij een handvol platen op. In 1935 trouwde zij met Bud Ernest. Vanaf 1936 minderde Roberti met werken omdat zij leed aan een hartkwaal.
Op 12 maart 1938 overleed Roberti aan de gevolgen van een hartaanval. Zij was toen 31 jaar oud.
Roberti ligt begraven op het Forest Lawn Memorial Park.

## Discografie
- Sweet and Hot (1931)
- Ha Ha Ho! (1931)
- My Cousin In Milwaukee (1933)
- Take a Number From One to Ten (1934)
- College Rhythm (1934)

- Biblioteca Nacional de España: XX1068758
- Bibliothèque nationale de France: cb13948645h (data)
- Gemeinsame Normdatei: 1285014626
- International Standard Name Identifier: 0000 0003 6246 687X
- SNAC: w6j51t18
- Virtual International Authority File: 226704473
- WorldCat: E39PBJkHmbfchrbjgdp7wKDrMP